# Discografia de will.i.am
Essa é a discografia do cantor de hip-hop norte-americano will.i.am.

## Álbuns
| Ano  | Álbum | Posições | Posições | Posições | Posições | Posições | Posições | Vendas e certifições           |
| Ano  | Álbum | US       | UK       | FRA      | AUS      | SWI      | RUS      | Vendas e certifições           |
| ---- | --- | -------- | -------- | -------- | -------- | -------- | -------- | ------------------------------ |
| 2001 | Lost Change - Lançamento: 2 de Outubro de 2001 - Gravadora: Warner Sunset, Atlantic - Formato: CD, digital download                 | —        | —        | —        | —        | —        | —        | —                              |
| 2003 | Must B 21 - Lançamento: 23 de Setembro de 2003 - Gravadora: Interscope, Columbia - Formato: CD, download digital                    | —        | —        | —        | —        | —        | —        | —                              |
| 2007 | Songs About Girls - Lançamento: 25 de Setembro 2007 - Gravadora: A&M Records, Will.i.am Music Group - Formato: CD, download digital | 38       | 68       | 89       | 58       | 27       | 7        | - Rússia: Ouro - Polónia: Ouro |
| 2013 | # willpower - Lançamento: 23 de Abril 2013 - Gravadora: Interscope - Formato: CD, download digital                                  | 9        | 3        | -        | 9        | 10       | -        |                                |

## Singles

### Como artista principal
| Título                                                                          | Ano  | Posições nas paradas de pico | Posições nas paradas de pico | Posições nas paradas de pico | Posições nas paradas de pico | Posições nas paradas de pico | Posições nas paradas de pico | Posições nas paradas de pico | Posições nas paradas de pico | Posições nas paradas de pico | Posições nas paradas de pico | Certificações                                                                                            | Álbum                                     |
| Título                                                                          | Ano  | US                           | AUS                          | CAN                          | FRA                          | GER                          | IRL                          | NLD                          | NZ                           | SWI                          | UK                           | Certificações                                                                                            | Álbum                                     |
| ------------------------------------------------------------------------------- | ---- | ---------------------------- | ---------------------------- | ---------------------------- | ---------------------------- | ---------------------------- | ---------------------------- | ---------------------------- | ---------------------------- | ---------------------------- | ---------------------------- | --- | ----------------------------------------- |
| "I Am"                                                                          | 2001 | —                            | —                            | —                            | —                            | —                            | —                            | —                            | —                            | —                            | —                            | | Lost Change                               |
| "I Got It from My Mama"                                                         | 2007 | 31                           | 19                           | 18                           | 49                           | 33                           | —                            | 25                           | —                            | 77                           | 38                           | | Songs About Girls                         |
| "The Girl Is Mine 2008" (com Michael Jackson)                                   | 2008 | —                            | 60                           | 76                           | 22                           | 21                           | 38                           | 12                           | —                            | 47                           | 32                           | | Thriller 25                               |
| "Heartbreaker" (com Cheryl Cole)                                                | 2008 | —                            | —                            | —                            | —                            | —                            | 7                            | —                            | —                            | —                            | 4                            | | Songs About Girls                         |
| "One More Chance"                                                               | 2008 | —                            | —                            | —                            | —                            | —                            | —                            | —                            | —                            | —                            | 97                           | | Songs About Girls                         |
| "Yes We Can"                                                                    | 2008 | —                            | —                            | —                            | —                            | —                            | —                            | —                            | —                            | —                            | —                            | | Change Is Now: Renewing America's Promise |
| "We Are the Ones"                                                               | 2008 | —                            | —                            | —                            | —                            | —                            | —                            | —                            | —                            | —                            | —                            | | Change Is Now: Renewing America's Promise |
| "It's a New Day"                                                                | 2008 | 78                           | —                            | 84                           | —                            | —                            | —                            | —                            | —                            | —                            | —                            | | Change Is Now: Renewing America's Promise |
| "America's Song" (com David Foster, Bono, Mary J. Blige, Faith Hill e Seal)     | 2009 | —                            | —                            | —                            | —                            | —                            | —                            | —                            | —                            | —                            | —                            | | Change Is Now: Renewing America's Promise |
| "Check It Out" (com Nicki Minaj)                                                | 2010 | 24                           | 21                           | 14                           | —                            | —                            | 14                           | 27                           | —                            | —                            | 11                           | | Pink Friday                               |
| "T.H.E. (The Hardest Ever)" (com Jennifer Lopez e Mick Jagger)                  | 2011 | 36                           | 57                           | 10                           | —                            | —                            | 13                           | —                            | —                            | 41                           | 3                            | | Non-album single                          |
| "This Is Love"[A] (com Eva Simons)                                              | 2012 | 110                          | 7                            | 14                           | 2                            | 54                           | 1                            | 1                            | 5                            | 8                            | 1                            | - ARIA: 2× Platinum - IFPI SWI: Gold - RIANZ: Gold                                                       | #willpower                                |
| "Scream & Shout" (com Britney Spears)                                           | 2012 | 3                            | 2                            | 1                            | 1                            | 1                            | 1                            | 1                            | 1                            | 1                            | 1                            | - RIAA: 3× Platinum - ARIA: 6× Platinum - BVMI: 2× Platinum - IFPI SWI: 2× Platinum - RIANZ: 2× Platinum | #willpower                                |
| "#thatPower" (com Justin Bieber)                                                | 2013 | 17                           | 6                            | 6                            | 11                           | 7                            | 5                            | 11                           | 16                           | 23                           | 2                            | - ARIA: Platinum - RIANZ: Gold                                                                           | #willpower                                |
| "Fiyah"                                                                         | 2017 | -                            | -                            | -                            | -                            | -                            | -                            | -                            | -                            | -                            | -                            | | Non-album single                          |
| "—" denotes releases that did not chart or were not released in that territory. |      |                              |                              |                              |                              |                              |                              |                              |                              |                              |                              | |                                           |

### Como artista em destaque
| Título                                                                          | Ano  | Posições nas paradas de pico | Posições nas paradas de pico | Posições nas paradas de pico | Posições nas paradas de pico | Posições nas paradas de pico | Posições nas paradas de pico | Posições nas paradas de pico | Posições nas paradas de pico | Posições nas paradas de pico | Posições nas paradas de pico | Certificações                                                                                      | Álbum                      |
| Título                                                                          | Ano  | US                           | US Pop                       | US R&B                       | AUS                          | CAN                          | GER                          | IRL                          | NZ                           | SWI                          | UK                           | Certificações                                                                                      | Álbum                      |
| ------------------------------------------------------------------------------- | ---- | ---------------------------- | ---------------------------- | ---------------------------- | ---------------------------- | ---------------------------- | ---------------------------- | ---------------------------- | ---------------------------- | ---------------------------- | ---------------------------- | -------------------------------------------------------------------------------------------------- | -------------------------- |
| "Vocal Artillery" (Ozomatli com Medusa, will.i.am e Kanetic Source)             | 2001 | —                            | —                            | —                            | —                            | —                            | —                            | —                            | —                            | —                            | —                            | | Embrace the Chaos          |
| "CB (Sangue Bom)" (Marcelo D2 com will.i.am)                                    | 2005 | —                            | —                            | —                            | —                            | —                            | —                            | —                            | —                            | —                            | —                            | | Acústico MTV               |
| "La Patte" (Saïan Supa Crew com will.i.am)                                      | 2005 | —                            | —                            | —                            | —                            | —                            | —                            | —                            | —                            | —                            | —                            | | Hold Up                    |
| "Beep" (The Pussycat Dolls com will.i.am)                                       | 2005 | 13                           | 5                            | —                            | 3                            | —                            | 5                            | 2                            | 1                            | 6                            | 2                            | - ARIA: Gold - RIANZ: Gold                                                                         | PCD                        |
| "I Love My Bitch" (Busta Rhymes com Kelis e will.i.am)                          | 2006 | 41                           | —                            | 18                           | 22                           | —                            | 38                           | 18                           | 8                            | 22                           | 8                            | | The Big Bang               |
| "That Heat" (Sérgio Mendes com Erykah Badu e will.i.am)                         | 2006 | —                            | —                            | —                            | —                            | —                            | —                            | —                            | —                            | —                            | —                            | | Timeless                   |
| "Keep Bouncin'" (Too Short com will.i.am e Snoop Dogg)                          | 2006 | —                            | —                            | 93                           | —                            | —                            | —                            | —                            | —                            | —                            | —                            | | Blow the Whistle           |
| "Fergalicious" (Fergie com will.i.am)                                           | 2006 | 2                            | 2                            | 71                           | 4                            | 24                           | 23                           | 38                           | 5                            | 29                           | 105                          | - RIAA: 2× Platinum - ARIA: Gold - RIANZ: Gold                                                     | The Dutchess               |
| "Hip Hop Is Dead" (Nas com will.i.am)                                           | 2006 | 41                           | —                            | 48                           | —                            | —                            | 84                           | 27                           | —                            | —                            | 36                           | | Hip Hop Is Dead            |
| "A Dream"[B] (Common com will.i.am)                                             | 2006 | —                            | —                            | 116                          | —                            | —                            | —                            | —                            | —                            | —                            | 108                          | | Freedom Writers soundtrack |
| "Baby Love"[C] (Nicole Scherzinger com will.i.am)                               | 2007 | 108                          | —                            | —                            | 58                           | —                            | 5                            | 15                           | —                            | 14                           | 14                           | | Non-album single           |
| "Hot Thing"[D] (Talib Kweli com will.i.am)                                      | 2007 | —                            | —                            | 102                          | —                            | —                            | —                            | —                            | —                            | —                            | —                            | | Eardrum                    |
| "Wait a Minute (Just a Touch)" (Estelle com will.i.am)                          | 2007 | —                            | —                            | —                            | —                            | —                            | —                            | —                            | —                            | —                            | —                            | | Shine                      |
| "Be OK" (Chrisette Michele com will.i.am)                                       | 2007 | —                            | —                            | 61                           | —                            | —                            | —                            | —                            | —                            | —                            | —                            | | I Am                       |
| "I Want You"[E] (Common com will.i.am)                                          | 2007 | 112                          | —                            | 32                           | —                            | —                            | —                            | —                            | —                            | —                            | —                            | | Finding Forever            |
| "In the Ayer"[F] (Flo Rida com will.i.am)                                       | 2008 | 9                            | 12                           | 105                          | 19                           | 13                           | 50                           | 13                           | 9                            | —                            | 29                           | - RIAA: 2× Platinum - MC: Platinum                                                                 | Mail on Sunday             |
| "Funky Bahia" (Sérgio Mendes com will.i.am e Siedah Garrett)                    | 2008 | —                            | —                            | —                            | —                            | —                            | —                            | —                            | —                            | —                            | —                            | | Encanto                    |
| "What's Your Name" (Usher com will.i.am)                                        | 2008 | —                            | —                            | —                            | 91                           | 84                           | —                            | —                            | —                            | —                            | —                            | | Here I Stand               |
| "All My Life (In the Ghetto)"[G] (Jay Rock com Lil Wayne e will.i.am)           | 2008 | —                            | —                            | 110                          | —                            | —                            | —                            | —                            | —                            | —                            | —                            | | Follow Me Home             |
| "Straighten Up and Fly Right" (Nat King Cole com Natalie Cole e will.i.am)      | 2009 | —                            | —                            | —                            | —                            | —                            | —                            | —                            | —                            | —                            | —                            | | Re: Generations            |
| "3 Words" (Cheryl Cole com will.i.am)                                           | 2009 | —                            | —                            | —                            | 5                            | —                            | 27                           | 7                            | —                            | —                            | 4                            | - ARIA: Platinum - BPI: Silver                                                                     | 3 Words                    |
| "I'm in the House" (Steve Aoki com will.i.am como Zuper Blahq)                  | 2010 | —                            | —                            | —                            | —                            | —                            | —                            | —                            | —                            | —                            | 29                           | | Non-album single           |
| "OMG" (Usher com will.i.am)                                                     | 2010 | 1                            | 2                            | 3                            | 1                            | 2                            | 27                           | 1                            | 1                            | 38                           | 1                            | - ARIA: 5× Platinum - MC: 2× Platinum - RIANZ: Platinum                                            | Raymond v. Raymond         |
| "Wavin' Flag" (Celebration Mix) (K'naan com will.i.am e David Guetta)           | 2010 | —                            | —                            | —                            | —                            | —                            | —                            | —                            | —                            | —                            | —                            | | Troubadour                 |
| "Forever" (Wolfgang Gartner com will.i.am)                                      | 2011 | —                            | —                            | —                            | —                            | —                            | —                            | —                            | —                            | —                            | 43                           | | Weekend in America         |
| "Free" (Natalia Kills com will.i.am)                                            | 2011 | —                            | —                            | —                            | —                            | —                            | 15                           | —                            | —                            | —                            | 118                          | | Perfectionist              |
| "Hall of Fame" (The Script com will.i.am)                                       | 2012 | 25                           | 17                           | —                            | 4                            | 25                           | 2                            | 1                            | 3                            | 3                            | 1                            | - RIAA: 2× Platinum - ARIA: 5× Platinum - BVMI: Platinum - IFPI SWI: Platinum - RIANZ: 2× Platinum | #3                         |
| "In My City" (Priyanka Chopra com will.i.am)                                    | 2012 | —                            | —                            | —                            | —                            | —                            | —                            | —                            | —                            | —                            | —                            | | Non-album singles          |
| "Problem" (The Monster Remix) (Becky G com will.i.am)                           | 2012 | —                            | —                            | —                            | —                            | —                            | —                            | —                            | —                            | —                            | —                            | | Non-album singles          |
| "Better Than Yesterday" (Sidney Samson com will.i.am)                           | 2012 | —                            | —                            | —                            | —                            | —                            | —                            | —                            | —                            | —                            | —                            | | Non-album singles          |
| "Crazy Kids" (Kesha com will.i.am)                                              | 2013 | 59                           | 27                           | —                            | 32                           | 48                           | 56                           | 14                           | —                            | —                            | 27                           | - ARIA: Gold                                                                                       | Warrior                    |
| "—" denotes releases that did not chart or were not released in that territory. |      |                              |                              |                              |                              |                              |                              |                              |                              |                              |                              | |                            |

### Singles promocionais
| "Here I Come"[H] (Fergie com will.i.am)                                         | 2008 | 122 | 22 | —  | —   | —  | —  | 39 | —  | —  | The Dutchess                                     |
| "I Wanna Go Crazy" (David Guetta com will.i.am)                                 | 2009 | —   | —  | 83 | —   | —  | —  | —  | —  | 92 | One Love                                         |
| "Great Times"                                                                   | 2011 | —   | —  | —  | —   | —  | —  | —  | —  | —  | Non-album singles                                |
| "Go Home" (com Mick Jagger e Wolfgang Gartner)                                  | 2012 | —   | —  | —  | —   | —  | —  | —  | —  | —  | Non-album singles                                |
| "Reach for the Stars" (Mars Edition)                                            | 2012 | —   | —  | —  | —   | —  | —  | —  | —  | —  | #willpower                                       |
| "Fall Down" (com Miley Cyrus)                                                   | 2013 | 58  | 17 | 15 | 75  | 51 | 17 | 15 | 59 | 34 | #willpower                                       |
| "Bang Bang"                                                                     | 2013 | —   | —  | —  | 188 | —  | 15 | —  | —  | 3  | The Great Gatsby: Music from Baz Luhrmann's Film |
| "—" denotes releases that did not chart or were not released in that territory. |      |     |    |    |     |    |    |    |    |    |                                                  |

## Outras canções cartografadas
| Título                                                       | Ano  | Posições nas paradas de pico | Posições nas paradas de pico | Posições nas paradas de pico | Posições nas paradas de pico | Álbum    |
| Título                                                       | Ano  | AUS                          | BEL (WA)                     | CAN                          | UK                           | Álbum    |
| ------------------------------------------------------------ | ---- | ---------------------------- | ---------------------------- | ---------------------------- | ---------------------------- | -------- |
| "On the Dancefloor" (David Guetta com will.i.am e apl.de.ap) | 2009 | 62                           | 24                           | 87                           | —                            | One Love |
| "Boy Like You" (Cheryl Cole com will.i.am)                   | 2010 | —                            | —                            | —                            | 105                          | 3 Words  |
| "Heaven" (Cheryl Cole com will.i.am)                         | 2010 | —                            | —                            | —                            | 122                          | 3 Words  |
| "—" denotes releases that did not chart.                     |      |                              |                              |                              |                              |          |